# تیلورز فالز (مینه‌سوتا)
تیلورز فالز، مینه‌سوتا (به انگلیسی: Taylors Falls, Minnesota) یک شهر در ایالات متحده آمریکا است که در شهرستان چیساکو، مینه‌سوتا واقع شده‌است.

## خصوصیات
تیلورز فالز ۱۱٫۳۷ کیلومترمربع مساحت و ۹۷۶ نفر جمعیت دارد و ۲۲۹ متر بالاتر از سطح دریا واقع شده‌است.